# Wyrok w Norymberdze

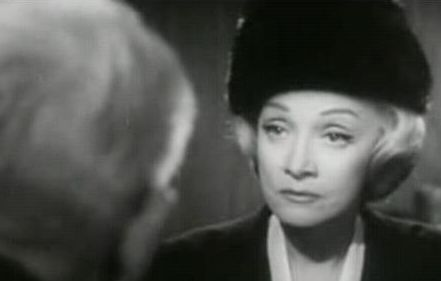
Marlena Dietrich w filmie Wyrok w Norymberdze

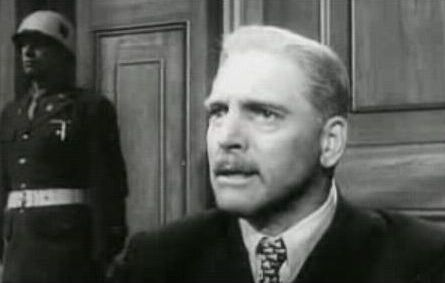
Burt Lancaster w filmie Wyrok w Norymberdze

Wyrok w Norymberdze (ang. Judgment at Nuremberg, niem. Das Urteil von Nürnberg) – amerykański dramat sądowy z 1961 roku w reżyserii Stanleya Kramera. Zdjęcia kręcono m.in. w Berlinie i Norymberdze.

## O filmie
Bezpośrednią kanwą filmu był trzeci z dwunastu procesów norymberskich – proces prawników. Miał on na celu osądzić członków nazistowskiego wymiaru sprawiedliwości za zbrodnie przeciwko ludzkości. To jeden z pierwszych filmów poruszających problem Holocaustu.
Obraz kręcono między styczniem a kwietniem 1961. Jego premiera odbyła się w Berlinie 14 grudnia, następnie film zadebiutował w ciągu kilku następnych dni w innych krajach. Wyrok w Norymberdze spotkał się z bardzo pozytywnym przyjęciem ze strony krytyków. Zdobył 10 nominacji do Oscara, uzyskując ostatecznie dwie statuetki: dla najlepszego aktora pierwszoplanowego (Maximilian Schell) oraz za najlepszy scenariusz adaptowany (Abby Mann).
W Polsce film był wyświetlany z dubbingiem (w reżyserii Zofii Dybowskiej-Aleksandrowicz).

## Obsada
- Spencer Tracy – przewodniczący sądu Dan Haywood
- Burt Lancaster – Ernst Janning
- Richard Widmark – pułkownik Tad Lawson
- Maximilian Schell – Hans Rolfe
- Werner Klemperer – Emil Hahn
- Marlene Dietrich – pani Bertholt
- Montgomery Clift – Rudolph Peterson
- Judy Garland – Irene Wallner
- William Shatner – Kapitan Harrison Byers
- Edward Binns – senator Burkette

## Oceny
| Źródło          | Ocena     |
| --------------- | --------- |
| AllMovie        | [ 5 ]     |
| Contactmusic    | [ 6 ]     |
| Rotten Tomatoes | 89%       |
| Cinema Sights   | pozytywna |